# Lilek potměchuť
Lilek potměchuť (Solanum dulcamara) je vytrvalý jedovatý polokeř z čeledi lilkovitých. Vyskytuje se s výjimkou nejsevernějších oblastí prakticky po celé Evropě (po Skotsko, jižní Norsko, střední Švédsko až po Kavkaz a Zakavkazí), v severní části Malé Asie, na jižní části Sibiře až po Bajkal, v severovýchodní Africe, roztroušeně na Blízkém Východě a ve Střední Asii. Výskyt je hlášen i v mírném pásu Severní Ameriky (severní polovina USA a jižní části Kanady); někteří autoři však považují tamější rostliny za samostatné druhy.

## Synonyma
- Lycopersicon dulcamara (Linné, 1753) Medikus, 1783
- Solanum dulcamarum Saint-Léger, 1880
- Solanum flexuosum Moench, 1794
- Dulcamara flexuosa Moench, 1794
- Dulcamara lignosa Gilibert, (nom. inval.)
- Solanum assimile Frivaldszky von Frivald, 1836
- Solanum littorale Raab, 1819
- Solanum lyratum Thunberg ex A. Murray in Linné, 1784
- Solanum pseudopersicum Pojark, 1955
- Solanum ruderale Salisbury, 1796 (nom. illeg.)
- Solanum ruderale F. Philippi, 1881
- Solanum rupestre F. W. Schmidt, 1793
- Solanum scandens Lamarck, 1779 (nom. illeg., non Mill.)
- Solanum scandens Necker, 1768 (nom. illeg., non Mill.)
- Solanum serpentini Borbás et Waisbecker, 1897

## Vzhled
Lilek potměchuť je vytrvalý polokeř s popínavými nebo poléhavými větvemi 30–200 cm dlouhými, na bázi dřevnatějí. Listy jsou řapíkaté, střídavé, tmavě zelené, celistvé až široce vejčité, nebo hrálovitě ouškaté.
Kvete od května do září. Květ se člení na vytrvalý kalich a kolovitou, modrofialovou korunu s nazpět ohnutými cípy. Květy jsou nahloučeny v řídkých latovitých květenstvích. Plodem je kulatá až protáhlá a zašpičatělá lesklá bobule červené barvy obsahující 30–45 semen.

## Výskyt
Roste v pobřežních křovinách, na okrajích lesů, v příkopech a na rumištích.

## Obsahové látky

### Karboxylové kyseliny
- kyselina octová
- kyselina citronová

### Sacharidy
- fruktóza

### Glykosidy
- solanin
- solacein
- dulcamarin
- tomatidin
- soladulcidin
- 15α-hydroxysoladulcidin
- solanidin

### Alkaloidy
- atropin

### Saponiny
- kyselina dulcamarinová

### Barviva
- lykopen

## Fyziologický účinek

### Otravy
K otravě může dojít zejména u dětí po požití bobulí (není to však příliš časté, neboť zpočátku sice chutnají sladce, posléze se však chuť změní na odporně hořkou). Otrava se projevuje po požití většího množství plodů křečemi v hrdle a ústech, nevolností, zvracením, průjmem, zvýšeným tepem (podrobně viz heslo solanin). Na českém území se vyskytuje podobně (trochu méně) jedovatá bylina lilek černý, jehož plody jsou černé.

### Farmakologické působení
Sušená droga má silně baktericidní, fungicidní (protiplísňové) a antiflamatorické (protizánětlivé) účinky. Údajně působí též kancerostaticky.

## Použití
Jako droga se užívají sušené výhonky větví bez listů (Stipites sensu caules dulcamarae) sbírané na jaře před olistěním, nebo na podzim po opadání listí. Používá se především zevně při ekzémech, některých formách lupenky (psoriasis) a při zánětech kůže. Tlumí záněty dýchacího ústrojí a pomáhá při astmatu. Zmírňuje též projevy epilepsie. Užívá se ve formě prášku, nálevu nebo tinktury.
Značné použití našla v homeopatii.
Vzhledem k vysokému obsahu jedovatých látek by neměla být používána laiky bez dohledu lékaře.